# Hexen II
Hexen II — компьютерная игра, шутер от первого лица, разработанный студией Raven Software, изданный id Software и распространявшийся компанией Activision. Дата выхода — 31 августа 1997 года. Является третьей игрой серии Heretic-Hexen и последней в трилогии о Змеиных всадниках. В игре используется модифицированный игровой движок Quake engine.

## Описание игры
Выбрав одного из четырёх героев (Паладин, Крестоносец, Некромант или Ассасин), игроку предстоит завершить дело, начатое ещё в Heretic, и убить третьего и старшего Змеиного всадника — Эйдолона (англ. Eidolon), попутно устраняя его подручных.

## Геймплей
Видов оружия на каждого героя по-прежнему четыре штуки, первое даётся изначально, а четвёртое следует собрать из двух частей.
В игру были добавлены элементы, свойственные компьютерным ролевым играм. По мере убийства монстров, герой зарабатывает опыт, и после поднятия уровня получает надбавку к жизни, мане, повреждениям, а также каждые три уровня — особую способность (по две на героя), которая нередко выручает в бою.
Основной упор сделан не на сражения с монстрами, а на решение головоломок. Стиль головоломок особый для каждого из четырёх эпизодов (готический замок, ацтекский храм, древний Египет, Рим), к примеру, в древнем Египте предстоит выуживать подсказки по их решению из различных мифов, которыми расписаны стены.
В роли руководства игрока для Hexen II выступает летопись, которая называется «Хроники деяний».

### Классы
В начале игры игроку предложено выбрать один из четырёх (пяти с дополнением «Portal of Praevus») классов. У каждого класса 4 уникальных оружия, 2 уникальные способности, доступные по достижении третьего и шестого уровней, и уникальный эффект при активации Глифа Древних (англ. Glyph of the Ancients).
- Паладин. Аналог воина из первой части. Опирается на ближний бой, менее уязвим для врагов, которые не стреляют, да и многим стреляющим достаётся за счёт силы и скорости атаки. Не особо нуждается в мане.
- Крестоносец. Видимо, задумывался как аналог клирика из первой части. Нечто среднее между паладином и некромантом.
- Некромант. Аналог мага в первой части. Физически слаб, основной упор на магию. Однако имеет некоторые очень полезные способности.
- Ассасин. Новый класс, основной упор на скрытность и ловкость.
- Демонесса. Новый класс, добавленный в дополнении «Portal of Praevus».

## Оценки
| Русскоязычные издания | Русскоязычные издания                              |
| Издание               | Оценка                                             |
| --------------------- | -------------------------------------------------- |
| «НИМ»                 | 7,8 из 10 (оригинал) 6,5 из 10 (Portal of Praevus) |
| «Страна игр»          | 9 из 10                                            |